# Блэк, Макс
Макс Блэк (англ. Max Black; 24 февраля 1909, Баку, Российская империя — 27 августа 1988, Итака, США) — британско-американский философ

, оказавший значительное влияние на развитие аналитической философии первой половины 20-го века. Внёс заметный вклад в такие дисциплины, как философия языка, философия математики, философия науки и философия искусства. Отметился также изданием и классическим переводом (вместе с Питером Гичем) работ таких философов, как Фреге. Брат Миши Блэка.

## Жизнь и карьера
Родился в Баку, в Российской империи (современный Азербайджан) в состоятельной еврейской семье (настоящая фамилия отца Чёрный). Вырос уже в Лондоне, куда его семья перебралась в 1912 году. С детства играл на скрипке и фортепиано и даже думал о карьере профессионального пианиста, но в итоге предпочёл карьеру в математике. Обучался математике в Куинз-колледже при Кембридже, где развил интерес к философии математики. В это время в Кембридже преподавали такие личности, как Бертран Рассел, Людвиг Витгенштейн, Джордж Мур и Фрэнк Рамсей, что не могло не оказать влияние на молодого Блэка. Выпустился в 1930, после чего получил грант на годовую стажировку в Гёттингенский университет. Там он работал над своей первой книгой «Природа математики» (издана в 1933 году), связанной с Principia Mathematica Бертрана Рассела и последними изысканиями в области философии математики.
В 1937 году вышла его работа по философии науки «Неопределённость: Упражнение в логическом анализе», в которой подверг рассмотрению, с одной стороны, природу и наблюдаемость неопределённости, с другой стороны, возможное значение неопределённости для логики. В 1939 году Макс защитил докторскую диссертацию по теме «Теории логического позитивизма».
В 1936-1940 годах преподавал в Лондонском университете, а затем по приглашению Университета Урбана в Иллинойсе перебрался в США и в течение 6 лет преподавал на кафедре философии.
С 1946 по 1977 год был профессором философии Корнеллского университета в Итаке. За время работы получил гражданство США (натурализован в 1948 году) и избрался членом Американской академии искусств и наук в 1963. После 1977 года, не прерывая научной деятельности, читал лекции в большом числе университетов разных стран мира.
С 1981 по 1984 год Блэк был президентом Международного Института Философии (Париж).

## Вклад
Выдающийся учёный, его труды в сфере философии языка, философии математики и науки в целом, философии искусства и концептуального анализа сыграли важную роль в развитии аналитической философии. Автор более 200 научных работ.

## Избранная библиография
- Black, Max (1937). "Vagueness: An exercise in logical analysis". Philosophy of Science 4: 427–455. Reprinted in R. Keefe, P. Smith (eds.): Vagueness: A Reader, MIT Press 1997, ISBN 978-0-262-61145-9
- Black, Max (1949). Language and philosophy: Studies in method, Ithaca: Cornell University Press.
- Black, Max (1954). “Metaphor,” Proceedings of the Aristotelian Society, 55, pp. 273–294.
- Black, Max (1962). Models and metaphors: Studies in language and philosophy, Ithaca: Cornell University Press.
- Black, Max (1979). “More about Metaphor,” in A. Ortony (ed): Metaphor & Thought.